# Falkenbergs Volleybollklubb
Il Falkenbergs VBK è una società pallavolistica svedese, con sede nella città di Falkenberg. Milita in Elitserien.

## Storia
La società viene fondata, con il nome di Ätradalens VK. Nel 1985 decide di unirsi con un'altra società, la Köinge JUF, dando vita all'attuale Falkenbergs VBK. Da 2002 partecipa alla Elitserien.
Il primo traguardo di rilievo viene raggiunto nel 2006, con l'accesso alla finale scudetto, dove però viene sconfitto dai campioni in carica dello Hylte VBK. La crescita è costante, e la rivincita viene presa l'anno successivo, quando la formazione in maglia blu conquista il suo primo campionato. La vittoria viene ripetuta anche nei due anni successivi, mentre la striscia positiva viene interrotta nel 2010, con la sconfitta in finale contro il Linköpings VC.
Per quanto riguarda le competizioni continentali, la squadra partecipa al Nordic Club Championships, il campionato nord-europeo. Organizza le finali dell'edizione 2008-09, ma viene sconfitto in finale dai danesi del Marienlyst Odense: l'anno successivo termina la manifestazione al 3º posto, per poi vincerlo nell'edizione 2013-14, conquistando il secondo titolo nel 2016-17.

## Palmarès
- Campionato svedese: 6

2007-07, 2007-08, 2008-09, 2010-11, 2013-14, 2015-16
- Nordic Club Championships: 2

2013-14, 2016-17